# Solagna
Solagna (Sołagna in veneto) è un comune italiano di 1 801 abitanti della provincia di Vicenza in Veneto, situato all'imbocco del Canale di Brenta.

## Geografia fisica
Solagna sorge all'imboccatura del canale del Brenta, alla sinistra del fiume, tra Pove del Grappa e San Nazario e di fronte a Campese e Campolongo sul Brenta. Il territorio comunale si sviluppa dalla riva verso est: risale le ripide creste che dominano il paese e si estende sull'area dei Colli Alti, un altopiano prativo e boschivo compreso nel massiccio del Grappa, fino a raggiungere, all'angolo nordest, il monte Asolone (1520 m., massima altitudine).
Gli abitanti si concentrano essenzialmente nel fondovalle. I nuclei localizzati sui Colli Alti (San Giovanni, Villaggio del Sole-Campo Solagna, Ponte San Lorenzo) sono abitati solo stagionalmente.

## Origini del nome
Le prime attestazioni del toponimo sono del 917 (Solane), del 983 (Solania) e del 1155 (Solagna). 
La derivazione da "sole" è disputata visto che la località non si trova in posizione soleggiata, ma proprio per questo Giovan Battista Pellegrini non esclude un legame per antifrasi. Dante Olivieri preferisce rimandarlo al personale latino Solanius.
Una paraetimologia afferma che Solagna fu fondata dal mitico Antenore in omaggio alla ninfa Sola.

## Storia
Come appena accennato, la prima citazione del toponimo compare nel diploma del 917 con cui l'imperatore Berengario assegnava al vescovo di Padova Sibicone e ai suoi successori la giurisdizione sul canale del Brenta, di cui Solagna, con la sua chiesa dedicata a Santa Giustina, fungeva da centro ecclesiastico. Allo scopo di proteggere questa fondamentale località di transito (in particolare dalle scorribande degli Ungheri), i vescovi ebbero l'obbligo di costruirvi delle fortificazioni.
Risale forse a questo periodo l'erezione del castello di Solagna, di cui si hanno notizie a partire dal 1189. Esso si trovava in prossimità della chiesa, all'interno della stessa cinta muraria e contiguo al cosiddetto palazzo grande degli Ezzelini, sede della loro curia essendo essi feudatari del paese. Il castello fu definitivamente smantellato nel 1625, mentre il palazzo grande sopravvisse sino alla seconda metà del XIX secolo.
Il territorio rimase sotto l'influenza Padovana fino alla fine del XII secolo: Bassano per prima, e poco più tardi i Comuni della Valle, giurarono fedeltà a Vicenza ma passarono ben presto sotto il dominio degli Ezzelini che vollero l'erezione di una torre, all'entrata di Solagna, una fortezza sul monte Cornon e una cinta muraria che collegava i due presidi militari. All'estinguersi degli Ezzelini l'intero territorio fu conteso fra Padova e Vicenza ed infine divenne definitivamente territorio padovano all'inizio del Trecento.
Durante il secolo XIV le lotte per la supremazia sul territorio non furono però sedate ed infine anche la Serenissima vi stese la sua longa manus fino ad imporvi il proprio dominio. Da questo momento in avanti il destino di Solagna segue le vicende della Repubblica veneziana.
In località Ponte San Lorenzo, a quota 1050 slm, è presente la Colonna, dono della Città di Roma, a ricordare che lì fu fermata l'incalzante offensiva austroungarica.

### Simboli
La descrizione dello stemma, riconosciuto il 24 luglio 1953 con decreto del Presidente del Consiglio dei ministri, è:
Il gonfalone, concesso con D.P.R. del 10 aprile 1954, è un drappo di azzurro.

## Monumenti e luoghi d'interesse

### Architetture religiose
Chiesa di Santa GiustinaÈ la parrocchiale del comune. Citata per la prima volta nella donazione di Berengario I del 917, l'attuale edificio è una ricostruzione in stile neoclassico del 1854-1862.
All'interno è conservata la Madonna dell'Aiuto, un olio su tavola di scuola veneta (prima metà del Cinquecento) che è sempre stata oggetto di particolare venerazione. Degni di nota anche il dipinto Santa Giustina tra i santi Michele e Giorgio di Francesco Bassano il Vecchio (1520) e gli affreschi di soffitto e presbiterio, di Giuseppe Ghedina (1860 ca.).
Eremo di San GiorgioSorge a nord del paese, lungo la costa di San Giorgio a 460 m s.l.m.
Il luogo fu frequentato almeno dall'epoca romana, come testimonia la presenza di una tomba da collegare al sepolcreto individuato presso la vicina contrà Marettini. La chiesa, invece, dovrebbe risalire all'epoca longobarda o franca, sebbene le prime testimonianze riguardanti il culto di san Giorgio a Solagna si collochino sul fine del XV secolo. Tra il Sei e il Settecento è testimoniata la presenza di uno o due eremiti che dimoravano nell'eremo addossato al retro della chiesa.
Dopo aver attraversato un periodo di decadenza, nel corso del Noveceneto il complesso ha subito alcuni interventi di restauro che lo hanno riportato in buone condizioni.

### Architetture civili
Numerose ancor oggi e ben conservate le dimore del XVII e XVIII secolo:
- Principali non affrescate
  - Casa padronale del Ferracina (Via B. Ferracina)
  - Casa padronale del Prà (Via G. Marconi)
  - Borgo Scotta (Via Bresagge)
- Affrescate
  - Casa in Contrà Torre
  - Ospizio S. Spirito (ex Bar Manega)
  - Ca' Pelai in Contrà Bresagge

Palazzo Bozzola, Sacchetti, Brunello, ScapinSi trova in centro storico, presso l'incrocio tra via Ferracina e via IV Novembre. La facciata si rivolge a ovest, sulla strada; al fianco sinistro è addossato un edificio con arco che immette in una corte (via Roma), mentre sul fianco destro si apre uno stretto vicolo (via Collalto); sul retro si sviluppa una costruzione più bassa. Di due piani più sottotetto, la facciata è bipartita e i fori sui due assi non sono allineati. Al pianterreno si aprono un arco ribassato a sinistra e una porta architravata a destra (di fattura recente); al primo piano due portefinestre centinate con balaustre trattenute; all'ultimo due oculi con cornici dipinte di rosso. Sul muro compreso tra le finestre dei piani superiori sussiste un affresco con i Santi Sebastiano e Rocco, realizzato in occasione della peste seicentesca. Abbiamo notizie del palazzo dalla fine del Quattrocento, quando apparteneva ai Bozzola; probabilmente ha subito dei rifacimenti nel corso del Seicento. Oggi è adibita a una trattoria.
Palazzo SeccoIn prossimità della precedente, volge il fronte principale, quello est, a via IV Novembre. Sembra avere origini quattrocentesche; ristrutturato nel Seicento, al corpo principale si sono in seguito affiancati a sinistra un ampliamento più basso e sul retro una costruzione con paramento murario in ciottoli. Si sviluppa su due piani più mezzanino, con fori di forma rettangolare e ad arco leggermente acuto. Questi ultimi sembrano essere i più antichi: si tratta di due monofore al centro della parete nord, di una bifora con pilastrino divisorio al centro del primo piano del fronte est e di altre due monofore ai lati della precedente. Il portale d'ingresso sulla facciata è ad arco ribassato, decentrato a sinistra, con due finestre rettangolari a destra. Sul fianco sud si conserva una cornice dentellata sottogronda. Attualmente ospita la biblioteca comunale.
Palazzo Sguario, CavallinCollocabile nel XVII secolo (ma non si conoscono i committenti), si trova alla Villa, presso la confluenza di via Villanova in via IV Novembre. Costituita da tre livelli, ha pianta rettangolare. Il fronte principale si sviluppa su uno dei lati brevi, quello verso il crocicchio, con le aperture allineate su tre assi e un timpano a coronamento del partito centrale. I fori dell'asse mediano sono il portale d'ingresso ad arco ribassato, una portafinestra a tutto sesto con balaustra al primo piano e un'apertura quadrata all'ultimo piano (ora tamponata). Le altre aperture sono finestre centinate con chiavi di volta al pianterreno e rettangolari ai piani superiori. Per quanto riguarda la colorazione, l'intonaco del partito centrale è bianco, mentre è verde pastello nei settori laterali; orizzontalmente il prospetto è attraversato da fasce marcapiano e marcadavanzale rosa, come i piedritti delle finestre.

### Architetture di archeologia industriale
Filanda Secco ed ex Magazzino TabacchiÈ costituito da due corpi intercomunicanti e sfalsati, localizzati in via Riviera Secco in prossimità della chiesa. Fu innalzato nel 1852 da Andrea Secco, politico locale impegnato nella difesa dei coltivatori di tabacco, e funzionò come filanda sino al 1895. In quell'anno il figlio Nicolò Secco lo convertì a magazzino per il ricevimento e il deposito del tabacco coltivato in zona. Il complesso, mantenendo la medesima destinazione d'uso, fu acquistato nel 1909 da Giovanna Boccardini passando poi, nel 1944, a Giuditta Spinello. Nel secondo dopoguerra cessò la funzione di deposito tabacchi e, dopo essere stato impiegato come mobilificio e magazzino comunale, dal 2000 è passato alla famiglia Tresoldi che lo ha restaurato e lo ha adibito a centro culturale.
Fornace da calceSi trova all'estremità meridionale dell'abitato, oggi inglobata nella zona artigianale Torre. È lecito ritenere che la produzione di calce in zona abbia origini molto antiche, tuttavia di una prima fornace della famiglia Cortimiglia si ha notizia a partire dal 1902; chiusa negli anni 1920, di essa resta solo qualche rovina. Fu sostituita da una seconda fornace, sempre proprietà Cortimiglia, che continuò a funzionare sino al secondo dopoguerra (nel 1953 lo stabile è registrato come semplice magazzino). Attualmente di proprietà privata e restaurato nel 2000, rappresenta un interessante esempio di archeologia industriale.

### Architetture militari
Bastia sul Cornon e TorreFurono gli Ezzelini a costruire la rocca o bastia sulla cima della Bastia o Cornon (m. 350), come pure la torre ai piedi del monte per chiudere la strada (da cui deriva appunto la contrada Torre) e la muraglia che univa questi due forti; furono scavate anche gallerie nella roccia. Nel 1370 Francesco da Carrara restaurò queste fortificazioni, come altre nel bassanese.
Nel 1372, scoppiata la guerra tra Venezia e il Carrarese, questi mandò il Tealdo a difesa con 60 fanti e 50 cavalli; ma il capitano veneto Giustiniani prese la Bastia, occupò e incendiò Solagna senza però conquistare la Torre. Dopo il 1404, anno della dedizione a Venezia, le fortificazioni furono utilizzate solo saltuariamente.
Nel 1796 Napoleone, scendendo verso Bassano, mise in fuga il presidio austriaco attestato alla Torre. Ora di queste fortificazioni rimangono solo che dei ruderi.
Durante lavori agricoli e, soprattutto, nel corso della costruzione della linea ferroviaria della Valsugana, si rinvennero tombe romane a inumazione, databili, sulla base di ritrovamenti monetali, ai secoli III e IV d. C.

## Società

### Evoluzione demografica
Abitanti censiti

## Cultura
- Il piccolo museo "Roberto Favero", dedicato alla Grande Guerra, espone una collezione di reperti militari provenienti dal Monte Grappa e dai Colli Alti.[15]

## Geografia antropica
Solagna è costituita da tre nuclei principali: la Piazza o Borgo, la Villa e Bresagge. 
La Piazza è la contrada più importante e la prima che si incontra venendo da sud; vi si trovano, tra l'altro, il municipio e la parrocchiale. Villa si trova poco più a nord e un tempo rappresentava la zona agricola associata al Borgo. Bresagge si trova a est di villa in posizione sopraelevata, all'inizio dei pendii che anticipano i Colli Alti; il toponimo ricorda il verbo "bruciare" ad indicare una zona bonificata attraverso la pratica del debbio.
A queste si aggiungono numerose altre località minori come Torre, così chiamata per la presenza di una torre che sorvegliava l'area tra la bastia del Cornon e il Brenta e Mignano, il cui nome potrebbe attestare la presenza di un'arimannia longobarda. Alcune contrade ricordano i cognomi delle famiglie dimoranti in zona (Secchi, Scramoncini) o i soprannomi, in lingua veneta mende, delle stesse (Marettini, Scotta).

## Eventi
- La domenica più vicina al giorno di San Giorgio, l'omonima festa
- L'8 dicembre la sagra della Madonna Fredda o sagra del mandorlato
- Ogni 5 anni la Festa dell'Emigrante
- Festa delle Ravisse/ Patrono Santa Giustina 7 ottobre
- Il sabato più vicino al solstizio d'estate, commemorazione storica (1918) sul Col Moschin, con la presenza degli incursori del "9º Reggimento d'assalto paracadutisti "Col Moschin""
- Ultima domenica di settembre, "Festa dee saette" a S. Giovanni ai Colli Alti. Festa conclusiva di ringraziamento del periodo dell'alpeggio organizzata dal gruppo montagna solagna Tira e tasi

## Società sportive a Solagna
Solagna, pur essendo una piccola comunità, vanta alcune società sportive come la Polisportiva Solagna Pove Archiviato il 25 dicembre 2014 in Internet Archive., società che si impegna in più sport e trova il suo punto di forza nella pallavolo e la Football Valbrenta, importante società calcistica che comprende tutta la Valbrenta e che opera sia nel settore giovanile che come prima squadra.
Dal 2017 rinasce dopo 25 anni dalla sua scomparsa il GSR Solagna ASD, squadra di calcio a 11 .
Era presente anche una squadra di calcio a 5, lo Spartak Ram Solagna.
Nell'estate 2017 si è poi concluso dopo 20 edizioni il torneo estivo GGS (Gruppo Giovani Solagna).

## Infrastrutture e trasporti
Solagna è dotata di una scuola materna, di una scuola elementare e di una scuola media. Esse si trovano tutte in Via IV Novembre. Inoltre è dotata di un cinema-teatro.

### Ferrovie
Solagna dispone di una propria stazione ferroviaria che si trova sulla linea Trento-Venezia.

## Amministrazione
| Periodo        | Periodo        | Primo cittadino     | Partito                             | Carica  | Note |
| -------------- | -------------- | ------------------- | ----------------------------------- | ------- | ---- |
| 7 giugno 1985  | 1 giugno 1990  | Dino Secco          | DC                                  | Sindaco |      |
| 26 giugno 1990 | 24 aprile 1995 | Dino Secco          | DC                                  | Sindaco |      |
| 24 aprile 1995 | 14 giugno 1999 | Franco Vanzo        | lista civica                        | Sindaco |      |
| 14 giugno 1999 | 14 giugno 2004 | Gian Andrea Bellò   | lista civica                        | Sindaco |      |
| 14 giugno 2004 | 8 giugno 2009  | Gian Andrea Bellò   | lista civica                        | Sindaco |      |
| 8 giugno 2009  | 26 maggio 2014 | Carlo Nervo         | lista civica Forza Solagna (PdL-LN) | Sindaco |      |
| 26 maggio 2014 | 27 maggio 2019 | Daniele Nervo       | lista civica Per il Bene Comune     | Sindaco |      |
| 27 maggio 2019 | in carica      | Stefano Bertoncello | lista civica Uniti per Solagna      | Sindaco |      |

### Gemellaggi
- Codogno[17]

### Altre informazioni amministrative
Il comune fa parte dell'Unione montana del Bassanese.